# رودي هوبز
رودي هوبز هو سياسي أمريكي، ولد في 1976 في ديترويت في الولايات المتحدة. نشط حزبياً في الحزب الديمقراطي. وقد انتخب عضو مجلس نواب ميشيغان ‏.